# 텟펜 먹었어!
《텟펜 먹었어!》(てっぺんとったんで! 텟펜톳탄데![*])는 NMB48의 1번째 정규 음반이다.

## 개요
캐치프레이즈는, 〈우쭐대지마, NMB48!〉. 자켓은 NHK홀 앞에서 촬영되었다. 또, 〈NMB48〉의 로고는 NHK(일본 방송 협회)의 로고와 비슷하다. 이는 AKB48와 SKE48에 이어 단독으로 NHK 홍백가합전에 출장하는 의미가 담겨 있기 때문이다.

## 수록곡

### Type-N
자켓 사진 (표지):오가사와라 마유·야마모토 사야카·코타니 리호·요기 케이라·카토 유카·카도와키 카나코·무라카미 아야카
CD
1. てっぺんとったんで! / 텟펜 먹었어! [4:06]
(작사: 아키모토 야스시 / 작곡: 요코 켄스케 / 편곡: 무토 세이지)
2. 絶滅黒髪少女 / 절멸 흑발 소녀 [3:48]
(작사: 아키모토 야스시 / 작곡·편곡: GRAVITY)
3. オーマイガー! / 오 마이 갓! [4:17]
(작사: 아키모토 야스시 / 작곡: 고노헤 치카라 / 편곡: 이쿠타 마신)
4. 純情U-19 / 순정 U-19 [3:46]
(작사: 아키모토 야스시 / 작곡: 츠지 타카히로 / 편곡: 무토 세이지)
5. ナギイチ / 해변 제일 [4:07]
(작사: 아키모토 야스시 / 작곡: 스미다 신야 / 편곡: 이쿠타 마신)
6. ヴァージニティー / 버지니티 [4:12]
(작사: 아키모토 야스시 / 작곡: 타나카 슌스케 / 편곡: 마스다 타케시)
7. 北川謙二 / 키타가와 켄지 [3:48]
(작사: 아키모토 야스시 / 작곡: 타나카 슌스케 / 편곡: 노나카 “마사” 유이치)
8. HA!（NMB48 Ver.） [4:13]
(작사: 아키모토 야스시 / 작곡: 타나카 아키히토 / 편곡: 무토 세이지)
9. 12月31日 / 12월 31일 [4:18]
(작사: 아키모토 야스시 / 작곡·편곡: 카와우라 세이다이)
2012년의 제63회 NHK 홍백가합전에 출연하지 못한 NMB에 대한 테마.
10. Lily [6:11] - 팀N
(작사: 아키모토 야스시 / 작곡·편곡: HRK)
11. ジャングルジム / 정글짐 [5:10] - 야마모토 사야카
(작사: 아키모토 야스시 / 작곡: 사카이 야스오 / 편곡: 타나베 케이지)
12. 捕食者たちよ / 포식자들이여 [4:26] - 홍조
(작사: 아키모토 야스시 / 작곡: 타이라 료스케 / 편곡: 나카니시 료스케)
13. NMB48 [3:58]
(작사: 아키모토 야스시 / 작곡: 와타나베 미라이 / 편곡: 타카나시 코지)
14. 青春のラップタイム / 청춘의 랩타임 [4:48]
(작사: 아키모토 야스시 / 작곡: 카와우라 세이다이 / 편곡: 노나카 “마사” 유이치)
15. 僕は待ってる / 나는 기다리고 있어 [3:45]
(작사: 아키모토 야스시 / 작곡: 사카이 야스오 / 편곡: 노나카 “마사” 유이치)
16. 야마모토 사야카 메시지 [0:54] (iTunes만)

```
DVD
```

1. 12月31日 (뮤직 비디오)
2. NMB48 킨키 콘서트 투어~여러분, 챠푸챠푸해요~@2012년 8월 21일

특전
- 스페셜 이벤트 응모권

### Type-M
자켓 사진 (표지):와타나베 미유키·후쿠모토 아이나·야부시타 슈·죠니시 케이·시마다 레나·키노시타 모모카·타니가와 아이리
CD
1. てっぺんとったんで!
2. 絶滅黒髪少女
3. オーマイガー!
4. 純情U-19
5. ナギイチ
6. ヴァージニティー
7. 北川謙二
8. HA!（NMB48 Ver.）
9. 12月31日
10. With my soul [4:19] - 팀M
(작사: 아키모토 야스시 / 작곡: DARIA, FUYUKI / 편곡: 사사키 유)
11. わるきー / 와루키 [4:02] - 와타나베 미유키
(작사: 아키모토 야스시 / 작곡: 오가와 코타 / 편곡: 노나카 “마사” 유이치)
12. 結晶 / 결정 [4:26] - 백조
(작사: 아키모토 야스시 / 작곡·편곡: 마루야마 마유코)
13. なめくじハート / 달팽이 하트 [3:29] - 초 아이돌 선발
(작사: 아키모토 야스시 / 작곡: 카와우라 세이다이 / 편곡: 노나카 “마사” 유이치)
14. NMB48
15. 青春のラップタイム
16. 僕は待ってる
17. 와타나베 미유키 메시지 [0:52] (iTunes만)

DVD
1. 12月31日 (뮤직 비디오)
2. NMB48 team-N 오사카 10번 승부@2012년 5월 3일 오릭스 극장

특전
- 스페셜 이벤트 응모권

### Type-B
자켓 사진 (표지):야마다 나나·요코야마 유이·야구라 후코·시로마 미루·요시다 아카리·카미에다 에미카
CD
1. てっぺんとったんで!
2. 絶滅黒髪少女
3. オーマイガー!
4. 純情U-19
5. ナギイチ
6. ヴァージニティー
7. 北川謙二
8. HA!（NMB48 Ver.）
9. 12月31日
10. アーモンドクロワッサン計画 / 아몬드 크루아상 계획 [5:23] - 팀BII
(작사: 아키모토 야스시 / 작곡: 쿠사노 요시히로 / 편곡: 시미즈 텟페이)
11. 三日月の背中 / 초승달의 등 [4:00]
(작사: 아키모토 야스시 / 작곡·편곡: 노나카 “마사” 유이치)
12. 冬将軍のリグレット / 동장군의 후회 [4:22] - 남바 철포대 기지 이
(작사: 아키모토 야스시 / 작곡: 미야시마 리츠코 / 편곡: 마스다 타케시)
13. 太宰治を読んだか? / 다자이 오사무를 읽었는가? [4:44]
(작사: 아키모토 야스시 / 작곡: 스기모리 마이 / 편곡: 카와다 타카오)
다자이 오사무를 다루고 있다.
14. NMB48
15. 青春のラップタイム
16. 僕は待ってる
17. 야마다 나나 메시지 [0:58] (iTunes만)

DVD
1. 12月31日 (뮤직 비디오)
2. てっぺんとったんで! 완결편

특전
- NMB48 리퀘스트 아워 세트리스트 베스트 30 2013 투표권

### 극장반
자켓 사진 (표지):〈12월 31일〉 선발 멤버 16명
CD
1. てっぺんとったんで!
2. 絶滅黒髪少女
3. オーマイガー!
4. 純情U-19
5. ナギイチ
6. ヴァージニティー
7. 北川謙二
8. HA!（NMB48 Ver.）
9. 12月31日
10. Lily - 팀N
11. With my soul - 팀M
12. アーモンドクロワッサン計画 - 팀BII
13. NMB48
14. 青春のラップタイム
15. 僕は待ってる

특전
- 개별 악수회 참가권 2장
- 남바식 사인회 참가권 1장

## 선발 멤버
소속 팀은 발매일 시점

### 텟펜 먹었어!
(센터:야마모토 사야카, 와타나베 미유키)
- 팀N: 오가사와라 마유, 카도와키 카나코, 키시노 리카, 키노시타 하루나, 코타니 리호, 콘도 리나, 시노하라 칸나, 죠니시 케이, 시로마 미루, 후쿠모토 아이나, 야마구치 유키, 야마다 나나, 야마모토 사야카, 요코야마 유이, 요시다 아카리, 와타나베 미유키
- 팀M: 아즈마 유키, 오키타 아야카, 카와카미 레나, 키노시타 모모카, 코야나기 아리사, 시마다 레나, 타카노 유이, 타니가와 아이리, 미타 마오, 무라카미 아야카, 무라세 사에, 야구라 후코, 야마기시 나츠미, 야마모토 히토미, 요기 케이라
- 팀BII: 아카자와 호노, 이시즈카 아카리, 이지리 안나, 우에다 미레이, 우메하라 마코, 오오타 유리, 카토 유카, 카미에다 에미카, 쿠사카 코노미, 쿠시로 리나, 쿠로카와 하즈키, 코노 사키, 코바야시 카나코, 무로 카나코, 야부시타 슈, 야마우치 츠바사
- 연구생: 아카시 나츠코, 이시다 유미, 이시하라 마사코, 우노 미즈키, 오오단 마이, 오가와 노아, 카와카미 치히로, 코가 나루미, 시부야 나기사, 시마자키 모모카, 스기노 리사[주 1], 타카야마 리코, 테루이 호노카, 나카가와 히로미, 나카노 레이나, 니시자와 루리나, 니시무라 아이카, 하야시 모모카, 히사다 리코, 히로세 세나[주 1], 마츠오카 치호, 마츠무라 메구미, 미우라 아리사, 모리타 아야카, 야마오 리나
멤버 전원이 참가하고 있다. 또, 공연이나 악수회에 왔던 팬의 목소리를 회장에서 녹음해, 코러스 부분에 그 목소리가 수록되어 있다.

### HA!（NMB48 Ver.）
(센터:야마모토 사야카, 와타나베 미유키)
- 팀N: 오가사와라 마유, 코타니 리호, 콘도 리나, 죠니시 케이, 시로마 미루, 후쿠모토 아이나, 야마다 나나, 야마모토 사야카, 요코야마 유이, 요시다 아카리, 와타나베 미유키
- 팀M: 시마다 레나, 타니가와 아이리, 야구라 후코
- 팀BII: 카토 유카, 야부시타 슈
멤버 구성은 오리지널판과 동일.

### 12월 31일
(센터:야마모토 사야카)
- 팀N: 오가사와라 마유, 카도와키 카나코, 코타니 리호, 죠니시 케이, 시로마 미루, 후쿠모토 아이나, 야마다 나나, 야마모토 사야카, 요코야마 유이, 요시다 아카리, 와타나베 미유키
- 팀M: 타니가와 아이리, 야구라 후코, 요기 케이라
- 팀BII: 카토 유카, 야부시타 슈

### Lily
〈팀N〉 명의
(센터:야마모토 사야카)
- 팀N: 오가사와라 마유, 카도와키 카나코, 키시노 리카, 키노시타 하루나, 코타니 리호, 콘도 리나, 시노하라 칸나, 죠니시 케이, 시로마 미루, 후쿠모토 아이나, 야마구치 유키, 야마다 나나, 야마모토 사야카, 요코야마 유이, 요시다 아카리, 와타나베 미유키

### With my soul
〈팀M〉 명의
(센터:야구라 후코)
- 팀M: 아즈마 유키, 오키타 아야카, 카와카미 레나, 키노시타 모모카, 코야나기 아리사, 시마다 레나, 타카노 유이, 타니가와 아이리, 미타 마오, 무라카미 아야카, 무라세 사에, 야구라 후코, 야마기시 나츠미, 야마모토 히토미, 요기 케이라

### 달팽이 하트
〈초 아이돌 선발〉 명의
(센터:와타나베 미유키)
- 팀N: 콘도 리나, 시로마 미루, 와타나베 미유키
- 팀M: 야구라 후코, 요기 케이라
- 팀BII: 오오타 유리, 쿠시로 리나, 야부시타 슈
- 연구생: 니시무라 아이카

### 아몬드 크루아상 계획
〈팀BII〉 명의
(센터:야부시타 슈)
- 팀BII: 아카자와 호노, 이시즈카 아카리, 이지리 안나, 우에다 미레이, 우메하라 마코, 오오타 유리, 카토 유카, 카미에다 에미카, 쿠사카 코노미, 쿠시로 리나, 쿠로카와 하즈키, 코노 사키, 코바야시 카나코, 무로 카나코, 야부시타 슈, 야마우치 츠바사

### 다자이 오사무를 읽었는가?
(센터:야마모토 사야카)
- 팀N: 야마다 나나, 야마모토 사야카, 요코야마 유이

### 내용주
1. 1 2  발매일 전인 2013년 2월 21일에 NMB48를 사퇴.

### 참조주
1. ↑  NMB48, 홍백에 “결의”의 자켓 사진 첫 공개 NHK홀 앞에서 번쩍번쩍! 오리콘 2013년 2월 7일 열람.